# Giro di Lombardia 2011
Il Giro di Lombardia 2011, centocinquesima edizione della "classica delle foglie morte", si è corso il 15 ottobre 2011 affrontando un percorso di 241 km. È stato vinto dallo svizzero Oliver Zaugg.

## Percorso
Il Giro di Lombardia 2011, partito da Milano, si è concluso per la prima volta a Lecco. Il tracciato di 241 km ha interessato cinque provincie lombarde: Milano, Monza-Brianza, Como, Lecco e Bergamo.
Il percorso fu immediatamente considerato come uno dei più impegnativi degli ultimi anni, ma lo svolgimento della corsa non ha causato la selezione attesa. Comunque la salita inedita di Ello in località Villa Vergano, posta a solo 9 km dall'arrivo, si è rivelata decisiva consentendo a Zaugg di avvantaggiarsi sulle sue rampe e giungere solitario all'arrivo. Precedentemente erano state affrontare tre classiche salite del Lombardia: valico di Valcava, Colma di Sormano e Madonna del Ghisallo.

## Squadre e corridori partecipanti
| N.      | Cod. | Squadra                     |
| ------- | ---- | --------------------------- |
| 1-7     | OLO  | Omega Pharma-Lotto          |
| 11-18   | ASA  | Acqua & Sapone              |
| 21-28   | ALM  | AG2R La Mondiale            |
| 31-38   | AND  | Androni Giocattoli-C.I.P.I. |
| 41-48   | BMC  | BMC Racing Team             |
| 51-58   | COG  | Colnago-CSF Inox            |
| 61-67   | EUC  | Team Europcar               |
| 71-78   | EUS  | Euskaltel-Euskadi           |
| 81-88   | FAR  | Farnese Vini-Neri Sottoli   |
| 91-98   | FDJ  | FDJ                         |
| 101-108 | GEO  | Geox-TMC                    |
| 111-116 | THR  | HTC-Highroad                |
| 121-128 | KAT  | Katusha Team                |

| N.      | Cod. | Squadra                |
| ------- | ---- | ---------------------- |
| 131-138 | LAM  | Lampre-ISD             |
| 141-147 | LEO  | Team Leopard-Trek      |
| 151-158 | LIQ  | Liquigas-Cannondale    |
| 161-168 | MOV  | Movistar Team          |
| 171-178 | AST  | Pro Team Astana        |
| 181-188 | QST  | Quickstep Cycling Team |
| 191-198 | RAB  | Rabobank Cycling Team  |
| 201-208 | SBS  | Saxo Bank-Sungard      |
| 211-218 | SKY  | Sky Procycling         |
| 221-228 | GRM  | Team Garmin-Cervélo    |
| 231-238 | RSH  | Team RadioShack        |
| 241-248 | VCD  | Vacansoleil-DCM        |

## Resoconto degli eventi
Dopo una quarantina di chilometri ha preso il largo la prima fuga. Al km 48 con un vantaggio di 56" sul gruppo, erano sei i fuggitivi: Mikel Astarloza, Johan Vansummeren, Claudio Corioni, Omar Bertazzo, Yukiya Arashiro e Andrea Pasqualon. Al settantesimo km i fuggitivi raggiungevano il loro vantaggio massimo, 6'50". Nel corso della ascesa alla Valcava, la Liquigas aumentava l'andatura tanto che il vantaggio dei battistrada scendeva a 1'35". Finita la salita, il vantaggio risaliva fino a 6'15" al km 132, nel paese di Sirone. Nell'affrontare la Colma di Sormano, il gruppetto di testa si spezzava; solo Astarloza, Van Summeren e Arashiro conservavano 1'06” sul gruppo. Sarà la discesa a fare la selezione venuta a mancare sulla salita.
Luca Paolini affronta a tutta velocità i dieci km di una discesa molto tecnica.
Al ritorno in pianura, terminata la prima fuga di giornata, si formava un gruppetto con alcuni dei favoriti alla vittoria finale: Philippe Gilbert, Jakob Fuglsang, Vincenzo Nibali e Giovanni Visconti.
All'inizio del Ghisallo Nibali provava l'attacco riuscendo a staccare di ruota al secondo tentativo chi aveva retto al primo, e cioè Paolini, Gilbert e Fuglsang. Sul Ghisallo Nibali aveva 1'27” di vantaggio sui primi inseguitori. Ma a 17 km dall'arrivo la fuga di Nibali terminava.
Sono 42 i ciclisti che hanno affrontato insieme l'inedita ultima salita a Villa Vergano. Era Oliver Zaugg a involarsi nel tratto più ripido scollinando con 15" sul primo inseguitore, Domenico Pozzovivo.
Gli ultimi 9 km di discesa non cambiano il responso finale del Lombardia 2011: lo svizzero Oliver Zaugg ha vinto la classica monumento d'autunno, sua prima vittoria da professionista.

## Ordine d'arrivo (Top 10)
| Pos. | Corridore               | Squadra       | Tempo    |
| ---- | ----------------------- | ------------- | -------- |
| 1    | Oliver Zaugg            | Leopard-Trek  | 6h20'02" |
| 2    | Daniel Martin           | Garmin        | a 8"     |
| 3    | Joaquim Rodríguez       | Katusha       | s.t.     |
| 4    | Ivan Basso              | Liquigas      | s.t.     |
| 5    | Przemysław Niemiec      | Lampre-ISD    | s.t.     |
| 6    | Domenico Pozzovivo      | Colnago       | s.t.     |
| 7    | Giovanni Visconti       | Farnese Vini  | a 16"    |
| 8    | Philippe Gilbert        | Omega Pharma  | s.t.     |
| 9    | Carlos Alberto Betancur | Acqua & Sap.  | s.t.     |
| 10   | Riccardo Chiarini       | Androni Gioc. | s.t.     |